# Azienda Ospedaliero Universitaria Policlinico G. Rodolico - San Marco
L'Azienda Ospedaliero Universitaria Policlinico G. Rodolico - San Marco" è un'azienda sanitaria pubblica con sede a Catania che raggruppa i presidi ospedalieri "San Marco” e "Gaspare Rodolico”.

## Storia
L'Azienda Ospedaliero Universitaria Policlinico « Gaspare Rodolico - San Marco » di Catania viene istituita nel 2009, risultato dell'accorpamento di cinque Enti nati nel corso di otto secoli di attività.

### Presidio Ospedaliero "Vittorio Emanuele"
Le origini del nosocomio coincidono con quelle dell'Ospedale San Marco, istituito nel XIV secolo per decisione del Senato catanese. Verso la fine del XIX secolo, l'Ospedale San Marco venne trasferito in un nuovo complesso edilizio realizzato in stile architettonico eclettico-liberty, costruito su un ampio terreno appartenuto ai monaci benedettini, situato proprio nei pressi del Monastero di San Nicolò l'Arena.
L'Ospedale civico Vittorio Emanuele - così intitolato a nome di Vittorio Emanuele II di Savoia, primo Re d'Italia - fu inaugurato nel 1881, e dotato di molti reparti, di istituti chimici, di padiglioni di isolamento, di attrezzature idonee ad una grande e moderna struttura. Nel 1956 fu inaugurato un nuovo padiglione che ospitava il reparto di maternità.
Dopo l'istituzione del Servizio sanitario nazionale attraverso la legge 23 dicembre 1978, n. 833, con cui i servizi sanitari divenivano totalmente a carico statale, e la creazione delle unità sanitarie locali (USL), l'OVE venne inserito nella USL n. 35 Catania assieme ai presidi ospedalieri Ferrarotto Alessi, Santa Marta e Santo Bambino. Nel 1995 i quattro presidi ospedalieri facente parte dell'USL n. 35 Catania, vennero accorpati in un'unica entità amministrativa denominata Azienda Ospedaliera Vittorio Emanuele-Ferrarotto-Santo Bambino, come stabilito dalla legge regionale n. 34 dell'11 aprile 1995.
Nel 2009 un protocollo d'intesa stipulato tra la Regione Sicilia e l'Università degli Studi di Catania, e la successiva approvazione del decreto assessoriale n. 1759 del 31 agosto 2009, portarono alla costituzione dell'Azienda Ospedaliero - Universitaria "Policlinico - Vittorio Emanuele'', che oltre ai presidi ospedalieri dell'Azienda Ospedaliera Vittorio Emanuele-Ferrarotto-Santo Bambino, comprende anche il policlinico universitario Azienda Ospedaliero-Universitaria "Policlinico G. Rodolico".

### Presidio Ospedaliero "Ferrarotto Alessi"
Istituito come sanatorio per l'assistenza dei malati poveri di tubercolosi polmonare nel 1905 per iniziativa del comm. Antonino Ferrarotto Alessi, presidente dell'Ospedale Vittorio Emanuele, che donò 80.000 lire per la sua realizzazione. Entrato in funzione nel 1911, primo direttore fu il professor Maurizio Ascoli, dimessosi nel 1913.
Nel 1974 venne realizzato un nuovo padiglione che ospitò un reparto specializzato per le grandi ustioni, il primo in tutta l'Italia meridionale. Successivamente, il presidio venne potenziato con l'inaugurazione delle unità operative di anestesiologia e di cardiochirurgia, e dell'Istituto di Chirurgia Cardiaca dell'Università di Catania.
Nel 2013 all'Ospedale Ferrarotto è stata effettuata un'operazione chirurgica di impianto di valvola cardiaca transcatetere, la prima in assoluto in un ospedale italiano.

### Presidio Ospedaliero "Santa Marta" (ex Ospedali riuniti "Santa Marta e Villermosa")
L'Ospedale dei Santi Marta, Maddalena e Lazzaro fu fondato nel 1755 per opera dei sacerdoti don Pietro Finocchiaro e don Domenico Rosso dei baroni di San Giorgio, e sorse nell'abitazione del primo come lazzaretto per la cura dei malati incurabili. L'istituzione si reggeva inizialmente con mezzi privati e dai proventi della questua. Nel 1759 su commissione del Rosso, fu fatta costruire a sue spese la nuova sede su progetto dell'architetto Antonio Battaglia, accanto alla Chiesa di Santa Marta, situata al Monte Vergine.
Nel 1825 la reggenza dell'ospedale fu affidata a frà Cesare Borgia (1776-1837), commendatore dell'Ordine del Santo Sepolcro, fuggito da Malta a seguito dell'occupazione napoleonica dell'isola. Il Borgia fece ricostruire l'edificio dell'ospedale danneggiato dal terremoto del 1818, e vi costruì inoltre una sala anatomica per l'insegnamento libero di Euplio Reina. Essendo questi direttore dell'Accademia Gioenia, da allora iniziarono le collaborazioni con quest'ultimo ente, e dal 1840 all'interno dell'ospedale si svolgevano lezioni di clinica chirurgica dell'Università di Catania.
Con Regio Decreto n. 1705 emanato il 30 novembre 1931, viene stabilita la fusione tra l'Ospedale di Santa Marta e l'Ospedale Villermosa, dando così origine ad un unico ente ospedaliero denominato Ospedali riuniti di Santa Marta e Villermosa. L'Ospedale Villermosa, fu fondato nel 1858, per volontà testamentaria rilasciata da Emilio Tedeschi, barone di Villermosa, a cui destinava una rendita annua di onze 600 elevabili a 800.
Nel dopoguerra, il nosocomio subì degli interventi edilizi che ne modificarono la facciata principale, e fu gradualmente trasformato in clinica per la cura di malattie oftalmiche.

### Presidio Ospedaliero "Santo Bambino"
Fu istituito come opera pia nel 1776, per opera del religioso Francesco Giuffrida Nicotra, canonico della Collegiata, sotto il nome di Reclusorio del Santo Bambino,  che sorgeva in via dello Stazzone, per ospitare donne nubili in stato di gravidanza, catanesi e forestiere, permettendo loro di partorire segretamente, e per assistere e nutrire gli esposti. L'opera era finalizzata soprattutto alla prevenzione dell'aborto e dell'infanticidio.
Fu uno dei primi ospedali per bambini illegittimi sorti in Europa, ed eretto in ente morale il 3 agosto 1782, venne trasferito in uno stabilimento fatto edificare dal sacerdote Vincenzo Scammacca Paternò Castello dei baroni della Bruca, attiguo ad una chiesa, nel quartiere catanese dell'Antico Corso, nell'odierna via Plebiscito, e grazie anche all'apporto dei canonici Giuseppe Florio e Pietro Paolo Mazza. Il reclusorio subì un ulteriore ingrandimento nel XIX secolo grazie alle successive donazioni fatte dalla nobildonna Eleonora Statella, ma soprattutto da Giovanni Paternò Castello Asmundo, barone di Bicocca, che con testamento fatto il 12 giugno 1835, lasciò l'intera eredità all'istituto. Con l'eredità del Barone di Bicocca, al Santo Bambino venne incorporato la Pia Opera delle Ree pentire, un'istituzione assistenziale per quelle donne che, dopo il parto, intendevano rimanervi a servizio.
Il Reclusorio venne aggregato all’Ospedale Vittorio Emanuele II nel 1890, conservando un'amministrazione separata. Divenuto Ospedale di Maternità Santo Bambino, nel 1957, a seguito di lavori di ampliamento e di costruzione di nuovi padiglioni, fu inaugurata la nuova clinica ostetrica, e con essa un centro per la lotta contro la sterilità, e da allora fu ente ospedaliero autonomo.  Nel 1970, la struttura viene ulteriormente ampliata con l'inaugurazione di un nuovo padiglione (destinato alle madri nubili e vedove bisognose), e successivamente dichiarato ente ospedaliero provinciale specializzato di ostetricia e ginecologia con decreto della Regione Sicilia nel 1971.

### Presidio Ospedaliero "Gaspare Rodolico"
Policlinico universitario, è sorto a seguito del progetto della Città Universitaria di Catania, la cui ubicazione sulla collina di Santa Sofia venne scelta da Luigi Piccinato, consulente del Comune di Catania e collaboratore dell'Università degli Studi di Catania, i lavori per la sua edificazione ebbero avvio nel 1961, e il complesso in cui ha sede prese forma negli anni Settanta.
Nato con il nome Centro Universitario Santa Sofia, e successivamente Azienda Policlinico dell'Università di Catania, dal 1978 ha fatto parte dell'USL n. 34 Catania. Dal 2006 venne ridenominata Azienda Ospedaliera Universitaria Policlinico « Gaspare Rodolico », poiché intitolata al professore Gaspare Rodolico, rettore dell'ateneo catanese dal 1974 al 1994.
Nel 2009 è stato aggregato all'Ospedale Vittorio Emanuele, costituendo un'unica azienda ospedaliera.

## Generalità e dati
L'AOU Policlinico - Vittorio Emanuele è una struttura sanitaria pubblica integrata con l'Università degli Studi di Catania per la presenza di numerosi insegnamenti e cliniche universitarie, di scuole di specializzazione per medici e di corsi di laurea delle professioni sanitarie della Facoltà di Medicina e Chirurgia dell'ateneo catanese.
Serve un importante bacino d'utenza che comprende la popolazione delle cinque province della Sicilia orientale; maggiore ospedale dell'area per dimensioni, al 2017 era dotato di 820 posti letto, di cui 701 per la degenza ordinaria, 119 per le attività di day hospital e 10 per l'attività di riabilitazione. Al 2012 il numero complessivo di dipendenti in servizio era pari a 2.872 unità.
Gran parte delle attività dell'AOU Policlinico - Vittorio Emanuele vengono svolte nei presidi ospedalieri "Vittorio Emanuele" e "Gaspare Rodolico". Il primo, ubicato in pieno centro storico in via Plebiscito 628, è dotato di un pronto soccorso generale e pediatrico, ed è sede dell'attività di emergenza-urgenza dell'azienda infatti in essa insistono i reparti di ortopedia, l'UTIC, la chirurgia toracica e diversi reparti di chirurgia generale. Il secondo, ubicato in via Santa Sofia 78 - sede amministrativa dell'AOU - è deputato alla formazione degli studenti e degli specializzandi, e in esso insistono numerose cliniche universitarie e vi convivono specialità di base con alte specialità quali la neurochirurgia e la chirurgia vascolare e dei trapianti.
Gli altri tre presidi sono invece di specializzazione: il '"Ferrarotto Alessi" è sede di numerosi reparti di alta specializzazione, quali la cardiochirurgia, la cardiologia interventistica, l'ematologia con trapianto di midollo osseo e l'odontoiatria speciale per pazienti disabili; il "Santo Bambino" è sede del reparto di ostetricia e ginecologia dell'AOU, con attività di ricovero ordinari e in day hospital, e dotato di un pronto soccorso ginecologico; il "Santa Marta" è sede di ambulatori di clinica oculistica.